# 145-я улица (линия Ленокс-авеню, Ай-ар-ти)
|   |   |   |   |
| · | · | · | · |

|   |   |   |   |
| · | · | · | · |

«145-я улица» (англ. 145th Street) — станция Нью-Йоркского метрополитена, расположенная на линии Ленокс-авеню, Ай-ар-ти.  На станции останавливается маршрут 3 (круглосуточно). Она представлена двумя боковыми платформами, обслуживающими два пути.
Станция была открыта 23 ноября 1904 года, как часть развития сети Interborough Rapid Transit Company (IRT) под Ленокс-авеню. В 1968 году все станции этой линии подвергались продлению платформ в связи с увеличением числа вагонов в поезде, но на данной станции это было невозможно из-за наличия стрелок с обеих сторон от неё. По этой причине на 4 квартала севернее была построена новая конечная точка на линии — Гарлем — 148-я улица, а данная станция должна была быть закрыта, однако из-за протестов местных жителей она была сохранена. Обе платформы на сегодня могут принять только пять вагонов из десяти, из которых состоят составы 3 маршрута.
К северу от станции от пути северного направления отходит путь, идущий в депо «Ленокс». Перед этим ответвлением находится перекрёстный съезд между двумя путями, что позволяет пришедшему с юга поезду продолжить движение либо в депо, либо на любой из двух путей конечной станции, а затем обратно на юг. Станция является предпоследней перед северной конечной, и платформа северного направления открыта только на выход.
С 1995 по 2005 год участок линии от конечной Гарлем — 148-я улица и до 135-й улицы был одним из немногих участков Нью-Йоркского метро, которые не работают по ночам. Между станциями ночью ходил автобус-челнок.